# Церковь Святой Богородицы (Кишинёв)
Церковь Святой Богородицы (арм. Սուրբ Աստվածածին եկեղեցի) — храм Армянской Апостольской церкви в городе Кишинёв, Молдавия.

## История
По некоторым данным, эта церковь была построена на руинах старого молдавского храма. Как и весь Кишинёв, в 1739 году старая молдавская церковь сгорела, а в 1804 году на её месте была построена новая, но уже армянская.

## Архитектурный стиль
Судя по архитектурно-планировочному решению плана церкви в виде нефа с полукруглой апсидой и пристройка двухъярусной колокольни с запада можно предположить, что стиль постройки храма относится к XVIII веку.
Основной объём церкви — вытянутый параллелепипед, закругленный с восточной стороны и высокая колокольня над западным притвором, завершающаяся шатровым перекрытием. Образцом армянской архитектуры также являются стрельчатые арки проемов южного придела с декоративными колонками, чистая кладка стен. После 1817 года к притвору церкви был пристроен портик (трехарочный с юга и одноарочный с запада и востока). Стиль постройки сильно отличается от архитектуры церкви. Особенно выделяется аркатура портика, решенная в виде стрельчатых арок и своеобразных арабских колонн и капителей.
Стены, перекрытия, контрфорсы храма выполнены из кирпича и камня, оштукатурены. Фундамент сделан из бута. Стены портика сложены из чисто тесанного камня светло-серого и темно-серого цветов. Внешний облик церкви Сурб Аствацацин производит впечатление основательности, монументальности. Здание церкви вместе с подсобно-хозяйственными сооружениями составляет прекрасный архитектурный ансамбль.